# Grammy Award for Best Jazz Vocal Performance, Duo or Group
Der Grammy Award for Best Jazz Vocal Performance, Duo or Group, auf Deutsch „Grammy-Auszeichnung für die beste Jazz-Gesangsdarbietung, Duo oder Gruppe“, war ein Musikpreis, der von 1982 bis 1990 von der amerikanischen Recording Academy im Bereich der Jazzmusik verliehen wurde.

## Geschichte und Hintergrund
Die seit 1959 verliehenen Grammy Awards werden jährlich in zahlreichen Kategorien von der Recording Academy in den Vereinigten Staaten vergeben, um künstlerische Leistung, technische Kompetenz und hervorragende Gesamtleistung ohne Rücksicht auf die Album-Verkäufe oder Chart-Position zu würdigen.
Eine dieser Kategorien war der Grammy Award for Best Jazz Vocal Performance, Duo or Group. Die Auszeichnung wurde in den Jahren von 1982 bis 1990 verliehen.
| Jahr | Gewinner                                | Nationalität                   | Werk                            | Nominierte                     | Bild des/der Gewinner(s)       |
| ---- | --------------------------------------- | ------------------------------ | ------------------------------- | ------------------------------ | ------------------------------ |
| 1982 | The Manhattan Transfer                  | Vereinigte Staaten             | Until I Met You (Corner Pocket) |                                |                                |
| 1983 | The Manhattan Transfer                  | Vereinigte Staaten             | Route 66                        |                                |                                |
| 1984 | The Manhattan Transfer                  | Vereinigte Staaten             | Why Not! (Manhattan Carnival)   |                                |                                |
| 1985 | Keine Vergabe der Auszeichnung          | Keine Vergabe der Auszeichnung | Keine Vergabe der Auszeichnung  | Keine Vergabe der Auszeichnung | Keine Vergabe der Auszeichnung |
| 1986 | The Manhattan Transfer                  | Vereinigte Staaten             | Vocalese                        |                                |                                |
| 1987 | Clare Fischer und das Latin Jazz Sextet | Vereinigte Staaten             | Free Fall                       |                                |                                |
| 1988 | Keine Vergabe der Auszeichnung          | Keine Vergabe der Auszeichnung | Keine Vergabe der Auszeichnung  | Keine Vergabe der Auszeichnung | Keine Vergabe der Auszeichnung |
| 1989 | Take 6                                  | Vereinigte Staaten             | Spread Love                     |                                |                                |
| 1990 | Dr. John und Rickie Lee Jones           | Vereinigte Staaten             | Makin’ Whoopee                  |                                |                                |